# Особа без држављанства
Особа без држављанства (или апатрид), према конвенцији ОУН донете 1954. године, означава лице које ниједна држава не сматра својим држављанином у складу са одредбама свога закона о држављанству. Особе без држављанства су избеглице, особе које су се одрекле свог држављанства, као и особе чије је држављанство одузето, услед судске одлуке или неког вида дискриминације. Према проценама УН, у свету има 12 милиона особа без држављанства.

## Разлози

### Проблем у закону о држављанству
Постоје 2 "основна" модела за добијање држављанства:
- Jus soli - држављанство се добија према месту рођења. Најчешћи модел на америчком континенту.
- Jus sanguinis - држављанство се добија на основу држављанстава претка, односно родитеља. Најчешћи модел у Африци, Азији, Европи и Океанији.

Проблем настаје кад се особа роди у држави која даје држављанство на основу родитеља, а не даје по месту рођења. На пример, брачни пар са канадским држављанством се иселио из Канаде. Пар је дошао у Србију. Брачни пар добија децу која добијају само канадско држављанство, јер нема услове за српско држављанство. Уколико то дете не стекне држављанство Србије, а венча се са особом која је добила држављанство Канаде на исти начин. Њихово дете неће добити држављанство ни Србије ни Канаде, зато што Канада даје само првој генерацији исељеника, док Србија даје искључиво држављанство деци својих држављана.

### Пол
Постоје државе које дају држављанство деци само ако им је отац држављанин. Тих држава има 27, као што је Алжир и до скора Мароко.

### Распад државе
Дешавало се да приликом распада СФРЈ и СССР да појединци остану без држављанства. Тако је при распаду Совјетског Савеза, руско држављанство су добијали само они који су могли да докажу потребан период за стицање држављанства, тако да је остало приличан број особа без држављанства. Приликом измена закона о држављанству 2003. године држављани бивше државе су давали доказе да су били у Русији најмање 5 година без прекида, знање руског језика и економској независности, добијали држављанство. У периоду од 6 година, око 2,7 милиона људи је добило руско држављанство.
Док је у Србији изменом закона о држављанству 2018. године дат рок да до 3. априла 2019. године предају захтев за држављанство, а да су имали држављанство СФРЈ.

### Дискриминација
Најчешћи разлог апатрида јесте дискриминација. Најбољи пример дискриминације је мјанмарски закон о држављанству По том закону, да би био неко држављанин Мјанмара од рођења мора бити припадник неке од 135 етничких признатих група, па тако припадник Рохинџа народа(који није на листи од 135 признатих група) не може да буде држављанин Мјанмара, иако су његови родитељи и преци са подручја Мјанмара. Званично објашњење је да су они "илегални имигранти и/или њихови потомци".

### Административне препреке
Постоје више административних препрека, као што су: превисоке таксе, предугачак период решавања захтева или немогућност прикупљања потребних докумената.

### Аутоматски губитак држављанства
Неке државе практикују одузимање држављанства услед боравка у иностранству. Тако је СФРЈ имала праксу "одсутност" по којој се одузима држављанство особи која борави у иностранству и последњих 15 година од навршене 18 године не испуњава јавне обавезе према држави и при томе последњих 5 година пропустило евидентирање представништву или писмено пријави министарству унутрашњих послова. Такође потомцима особе које су рођене у иностранству који тамо стално бораве, а нису се сама евидентирала.. Непознато је кад је (или да ли је) ова одредба избрисана из закона СФРЈ, али постојала је одредба у закону СР Србије да особа која је одсутна из СФРЈ и поседује страно држављанство, одузима му се држављанство.